# Civilization VI: Gathering Storm
Sid Meier's Civilization VI: Gathering Storm is de tweede officiële uitbreiding voor het turn-based strategy-computerspel Civilization VI. Het werd op 14 februari 2019 uitgebracht voor Microsoft Windows, macOS en Linux. De uitbreiding voegt nieuwe functies, beschavingen, leiders en wereldwonderen toe. Over het algemeen ontving deze positieve recensies bij de uitgave.

## Spelervaring
De Gathering Storm-uitbreiding focust op het verbeteren van de gamewereld met het weer en hoe menselijke invloeden dit kan veranderen in de laatste tijdperken van het spel. De speler moet onder ogen zien hoe zijn omgeving in de loop van de tijd verandert, willekeurig of als gevolg van zijn beslissingen.
De uitbreiding introduceert natuurrampen in de vorm van vulkaanuitbarstingen, overstromingen van rivieren, stijgende zeespiegels, orkanen, zandstormen, sneeuwstormen, tornado's en droogtes. De speler krijgt opties om deze te verzachten door verbeteringen aan te brengen, zoals dammen of zeeweringen. Bovendien kunnen sommige van deze evenementen gunstig zijn voor spelers; bijvoorbeeld na een overstroming van een rivier of een vulkaanuitbarsting kan de opbrengst van aangetaste tegels toenemen. De frequentie van deze gebeurtenissen wordt beïnvloed door een nieuw klimaatsysteem. De effectiviteit van gebouwen die later in het spel kunnen worden gebouwd kan worden verbeterd door deze te voorzien van elektriciteit, wat kan worden verkregen door het verbranden van brandstoffen zoals kool en olie. Hierdoor zal het CO2-niveau in de atmosfeer echter toenemen, waardoor de frequentie van rampen toeneemt. Spelers kunnen ook alternatieven voor groene stroom onderzoeken, zoals zonne-, wind- en geothermische centrales. Het toekomstige tijdperk keert terug door nieuwe technologieën en civics toe te voegen die willekeurig worden ontgrendeld. 
De wereldgeneratie is ook veranderd: nieuwe terreinkenmerken, geothermische spleten en vulkanen, ontstaan langs bergruggen die continenten scheiden, en uiterwaarden ontstaan nu uitsluitend in grotere clusters langs rivieren. Bergketens, rivieren, vulkanen en woestijnen worden nu vernoemd naar de beschaving die ze heeft ontdekt. Een door de Engelsen ontdekte rivier kan bijvoorbeeld de Theems worden genoemd, terwijl een door de Fransen ontdekte rivier de Seine genoemd kan worden. 
De diplomatie is ook veranderd, met het terugkeren van de Diplomatieke Overwinningsconditie en het Wereldcongres van eerdere spellen, met het verschil dat de speler een bepaald aantal Diplomatieke Overwinningspunten moet verdienen die op verschillende manieren kunnen worden verdiend. De manier waarop stemmen worden beïnvloed, wordt Favors genoemd, wat het gewicht van de stem kan vergroten. De nieuwe Favor-valuta en een nieuw Grievances-systeem vervangen de Warmonger-score van het basisspel. Het Wereldcongres geeft de spelers veel meer controle over het creëren van resoluties, en de internationale gemeenschap stemt over de vraag of je resolutie al dan niet wordt uitgevoerd tijdens de zitting van het Wereldcongres. 
Een aantal systemen uit het basisspel en de vorige uitbreiding Rise and Fall zijn aangepast, waaronder de toevoeging van meer historische momenten, een nieuwe gouverneur, verbeteringen aan het spionagesysteem en veranderingen in de voorwaarden voor wetenschap en cultuuroverwinning.
Er werden ook negen nieuwe leiders en acht nieuwe beschavingen geïntroduceerd, naast een verscheidenheid aan nieuwe eenheden, natuurlijke en wereldwonderen, een nieuw tijdperk van technologie en maatschappij en twee nieuwe scenario's - The Black Death en War Machine, respectievelijk gebaseerd op de Zwarte Dood en het Duits-Frans conflict in België in WO1.
Voor een lijst van de nieuwe beschavingen, zie: Civilization VI.

## Ontvangst
| Recensiescore       | Recensiescore |
| Recensieverzamelaar | Score         |
| ------------------- | ------------- |
| Metacritic          | 80/100        |
| Publicist           | Score         |

Gathering Storm ontving over het algemeen positieve recensies van critici volgens Metacritic.  

### Onderscheidingen
De game werd genomineerd voor "Best Original Choral Composition" en "Best Original Soundtrack Album" bij de 18e jaarlijkse G.A.N.G. Awards, voor "Game Beyond Entertainment" bij de 16e British Academy Games Awards, en voor "Video Game Score of the year" bij de ASCAP Composers' Choice Awards.
Civilization · II (Conflicts in Civilization · Fantastic Worlds · Test of Time)  ·  III (Play the World · Conquests) · IV · (Warlords · Beyond The Sword) · Colonization · Revolution · V (Gods & Kings · Brave New World) · World · Revolution 2 · Beyond Earth (Rising Tide) · VI · (Rise and Fall · Gathering Storm) · VII